# Croatie pannonienne
790–896
Entités précédentes :
- Avars

Entités suivantes :
- Royaume de Croatie

La Posavine appelé également principauté de la Basse-Pannonie, duché de Pannonie méridionale ou dans l'historiographie croate, "Croatie pannonienne", est le nom d'une principauté formée entre la Drave au nord et la Save et la Kupa au sud, dans la région actuelle du nord de la Croatie, dans les parties méridionales de la plaine panonienne. Dans les sources, cette région est généralement appelée simplement la Pannonie (lain : Panonia), et le peuple est généralement désigné de manière générale comme les Slaves (latin : Sclavi),.
On sait qu'au début du VIIIe siècle, il y avait deux provinces slaves dans cette région, l'une autour de Sisak, l'autre en Syrmie, et il est possible qu'il y en ait eu plus. La région de la Syrmie a été exposée à des attaques fréquentes des Bulgares et des Avars au cours de la première moitié du VIIIe siècle, jusqu'à ce que les Avars dominent complètement cette région au milieu du VIIIe siècle. À partir de ce moment, on parle seulement de la Croatie de la Save.

## Arrivée des Slaves en Pannonie

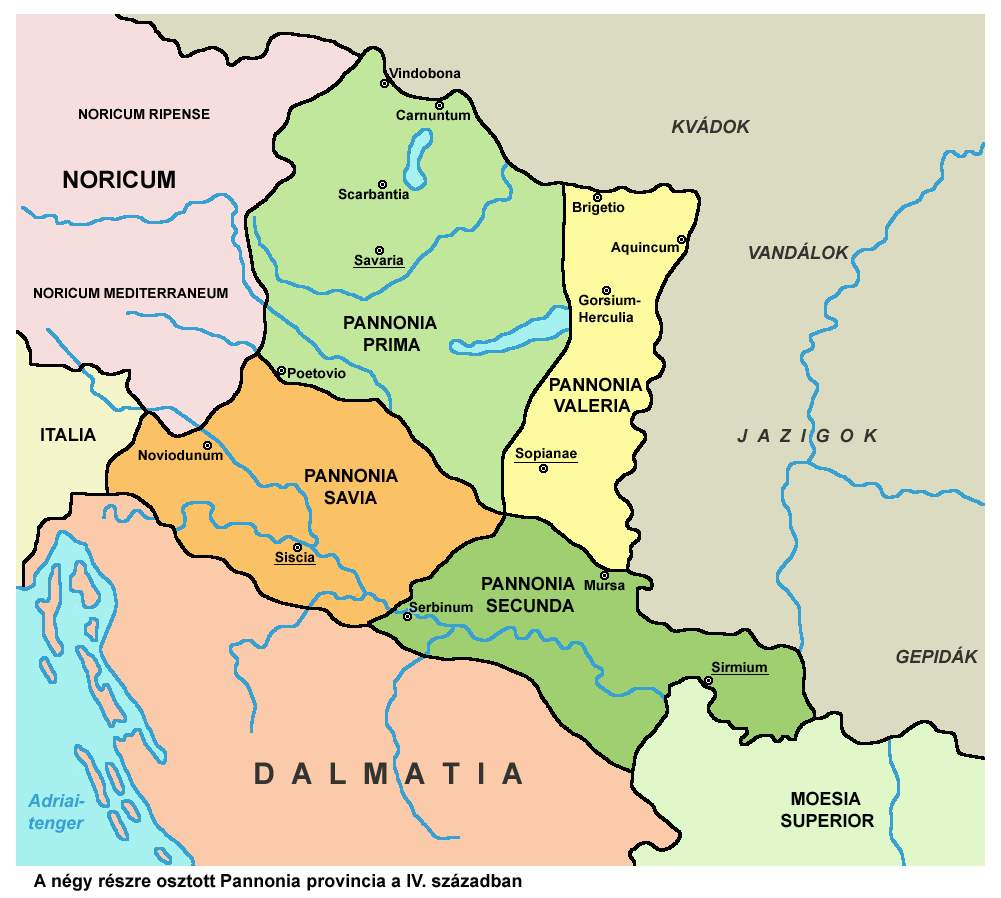
Carte de la Pannonie romaine : la Pannonie première est au nord, la Pannonie seconde à l'est, la Pannonie Valéria au nord-est et la Pannonie de la Save au sud

Après la période romaine, la Pannonie est passée sous le contrôle des Ostrogoths (453), des Lombards (527), et des Avars (568). Déjà au VIe siècle, les Slaves se sont installés dans la région de la Pannonie. Lorsque Charlemagne a détruit l'État avar à la fin du VIIIe siècle, les Slaves sont restés en Pannonie. À la fin du IXe siècle, les Hongrois ont traversé les Carpates jusqu'à la plaine danubienne, repoussant les Slaves et occupant la Pannonie Valéria et la Pannonie première, à l'exception de sa partie nord-ouest qui était contrôlée par les Allemands. La Pannonie de la Save et la Pannonie seconde sont restées sous le contrôle des Slaves. À partir de ce moment, le nom de Pannonie a progressivement disparu.

## Expansion du pouvoir franc et adoption du christianisme
Peu de dirigeants de cette principauté sont connus. On sait que de 791 à 810, le dirigeant était Vojnomir. Cependant, de nombreuses incertitudes persistent à son sujet. Bien qu'il soit souvent encore appelé prince, ce titre ne figure pas dans les sources. Il est simplement désigné comme Slave. De plus, la forme correcte de son nom est également incertaine, car dans les sources franques, il est mentionné sous le nom de Uuonomiro ou Uuonomyro. Certains pensent même qu'il n'était pas le dirigeant des Croates de Pannonie, mais de ceux qui s'étaient installés en Istrie sous la direction du duc Ivan. D'autres historiens sont convaincus que Vojnomir a gouverné en Croatie pannonienne, ou encore qu'il avait des origines carantanes, ce qui est particulièrement soutenu par les historiens slovènes. En 791, le roi franc Charlemagne a commencé une campagne contre les Avars, et dès l'année suivante, en 792, Vojnomir se soumet à Charlemagne et lui promet son aide dans la lutte contre les Avars. Après avoir terminé les guerres en Saxe (792-796), Charlemagne a pu se tourner finalement vers les Avars, et la guerre contre eux a duré de 796 à 799. Dans cette guerre, les Croates de Pannonie ont effectivement combattu du côté franc, et après la victoire finale remportée par les Francs et les Croates dans les régions de l'actuelle Hongrie, la menace avar immédiate a disparu. Il est possible que Constantin Porphyrogénète se réfère précisément à cette victoire dans son ouvrage "De Administrando Imperio" lorsqu'il parle de la défaite infligée aux Avars par les Croates (De Administrando Imperio, 31). À cette époque, sur les frontières orientales de son royaume, les Francs ont créé deux marches (comtés frontaliers) - la "marche orientale" au nord (l'actuelle Autriche) et la marche frioulane au sud.
Au début du IXe siècle, les Croates de Pannonie abandonnent leurs coutumes païennes et adoptent le christianisme. De nombreux vestiges archéologiques en témoignent, en particulier les anciennes tombes croates où, à partir de cette période, on ne trouve plus d'objets enterrés avec le défunt. Cependant, il est possible que des traces de paganisme soient restées présentes, comme en témoigne la découverte d'une tombe incendiée du IXe ou Xe siècle à Lobor dans la région de Zagorje en Croatie.

## Ljudevit Posavskiet la lutte contre les Francs
Après la mort de Charlemagne, son fils Louis Ier le Pieux (814 - 840) devient empereur, mais il n'était pas aussi énergique que son père. Les magnats ont acquis plus de pouvoir dans l'empire. Parmi eux se trouvait le margrave des Frioul, Cadolah (800 - 819), qui avec son armée pénétrait dans la région de la Croatie pannonienne et y pillait. À cette époque, le prince de la Croatie pannonienne était Ljudevit Posavski (810 - 823), connu sous le nom de Liudewitus dans les annales franques, dux Pannoniae inferioris (Ljudevit, prince de la Basse-Pannonie).
En 818, Ljudevit envoie des émissaires à l'empereur Louis à Herstal pour se plaindre des actions de Cadolah. Les émissaires reviennent sans que leurs problèmes soient sérieusement pris en compte, incitant Ljudevit à résister aux Francs. Le premier affrontement a lieu, mais Cadolah n'obtient aucun succès et meurt bientôt. En juillet 819, l'empereur Louis tient un synode à Ingelheim, où les émissaires de Ljudevit offrent la paix aux Francs, mais l'empereur refuse.
Ljudevit cherche des alliés parmi ses voisins, les Carantains et les Timotchanes se joignent à lui, tandis que le prince de Croatie dalmate, Borna, se range du côté des Francs. À l'automne 819, le nouveau margrave des Frioul, Baldéric, remporte une victoire sur Ljudevit dans la bataille de la Drave. Les forces de la Croatie dalmate avancent également vers le nord, conduisant à la bataille de la Kupa, où les Guduscani, alliés de Borna, décident du vainqueur. Ljudevit perd un grand nombre de soldats, de chevaux et de provisions.
Après le synode d'Aix-la-Chapelle en 820, auquel participe le prince Borna, une nouvelle campagne contre Ljudevit commence au printemps de la même année. Ljudevit se retire vers la Croatie, ouvrant la voie aux Francs. Cependant, les Francs ne parviennent pas à vaincre Ljudevit dans les batailles, mais pillent simplement la région entre la Save et la Drave. La même situation se reproduit l'année suivante, en 821. En octobre de cette année-là, lors du synode de Diedenhofen, les chefs militaires francs informent l'empereur que Ljudevit refuse de se battre. Ce n'est qu'en 822 que Ljudevit quitte Sisak et fuit vers le sud, où il est tué l'année suivante.
Cette période est attestée par des découvertes archéologiques d'armes, notamment autour de Sisak et de Varaždin. Le système féodal en Croatie pannonienne se développait plus rapidement qu'il ne l'était dans les régions montagneuses de la Croatie primordiale, favorisé en partie par la configuration du terrain. C'est probablement l'une des raisons qui ont poussé Ljudevit à se rebeller et à rassembler les régions environnantes autour de son pouvoir central déjà développé.

## Pouvoir franc et expédition bulgare
Après l'échec de la révolte de Ljudevit Posavski, la Basse-Pannonie est entièrement sous le joug vassal de l'empereur franc. Cependant, en 827, le prince bulgare Omourtag lance une offensive contre les Francs, et le prince pannonien Ratimir se joint à lui. Après leur victoire sur les Francs, les Bulgares, qui avaient déjà conquis la Syrmie, établissent leur autorité dans les régions nouvellement conquises, et Ratimir semble avoir été en quelque sorte vassal des Bulgares. Ce résultat pousse l'empereur Louis à destituer en 828 le margrave Baldéric du Frioul, et la marche frioulane est divisée en quatre parties. En 828 et 829, les Francs, dirigés par Louis, le fils de Louis et futur roi des Allemands, font la guerre aux Bulgares et aux Croates, mais sans succès, probablement en raison du chaos en Francie, lorsque les fils de Louis se rebellent contre leur père et divisent l'empire. Louis le Germanique, maintenant en tant que roi, fera de nouveau la guerre en 838 contre Ratimir, qui semble s'être échappé. Les Francs ont alors récupéré une partie du territoire perdu, mais ils ne réussiront pleinement qu'en 845, lorsqu'ils ont à nouveau conquis la Slavonie orientale et la Syrmie.
Au cours des décennies suivantes, les terres entre la Drave et la Save reconnaissent la suzeraineté franque et sont gouvernées par les princes slaves de la Principauté du Balaton, d'abord Pribina, puis Kocel. La Croatie pannonienne continue de servir de champ de bataille entre les Bulgares et les Francs pendant la guerre pour l'héritage italien des Carolingiens. C'est également la période de la première colonisation organisée qui n'a cependant pas pu avoir une grande intensité. Il y avait beaucoup de terres vacantes, mais en Europe, il n'y avait pas encore une grande demande pour elles, et la frontière n'était pas assez stable. Après la mort au combat contre les Moraviens, Pribina fut remplacé en 861 par son fils Kocel. Le développement ultérieur s'est déroulé principalement pacifiquement jusqu'à l'époque du prince Braslav et de l'invasion hongroise en Pannonie.

## La Pannonie à l'époque de Braslav
Au milieu du IXe siècle, la Pannonie était sous la domination des Bulgares, puis du comté de Basse-Pannonie. Certains écrits mentionnent les princes Pribina et Kocel, mais aujourd'hui, on considère généralement qu'il s'agissait de princes slaves de l'ouest, probablement de Carantanie, qui régnaient sur la Basse-Pannonie dans la région autour du lac Balaton. Ils ont étendu leur autorité à la Pannonie et ont affronté les Croates de la côte à l'époque du prince dalmate Iljko. C'est également la période de l'activité de Cyrille et Méthode, et le pape Adrien II nomme lui-même Métode évêque de Syrmie. Le pape Jean VIII informe fin 873 le souverain "sclavinien" Mutimir (dux Sclaviniae) qu'un évêque a été consacré dans le diocèse pannonien et qu'il peut maintenant se consacrer à son ministère pastoral, ajoutant : "Nous vous conseillons de faire autant que possible pour retourner au diocèse pannonien, à l'exemple de vos ancêtres." C'est la seule nouvelle de l'existence du prince Mutimir dans la région de la Pannonie "sclavinienne". L'historiographie serbe suppose que c'était le prince serbe Mutimir de l'époque, mais on dit de lui qu'il était le premier prince chrétien, donc il serait difficile pour lui de "retourner" au diocèse pannonien. À cette époque, Svatopluk, le prince de la Grande Moravie, règne sur Basse Pannonie et résiste initialement à l'autorité franque.
Le prince de la Pannonie de l'époque, Braslav, afin de se protéger contre le puissant prince morave, établit des liens plus étroits avec les Francs. En 884, il se rend à Konigsstadten (près de Tulln dans l'actuelle Basse-Autriche) pour se soumettre à l'empereur Charles III le Gros. Cependant, à cette époque, Svatopluk se réconcilie également avec l'empereur. Après la mort de Charles (887), Arnulf de Carinthie accède au pouvoir et entre en guerre contre Svatopluk, Braslav rejoignant le côté d'Arnulf dans cette guerre. Arnulf a également appelé les Magyars à l'aide, alors qu'ils se trouvaient encore dans les Carpates. Après la défaite de Svatopluk, les Magyars se sont retirés, mais cet épisode a marqué de manière irréversible l'histoire des régions pannoniennes. Après les incursions bulgares dans leurs territoires, les Magyars se sont installés vers 896 dans la partie centrale de la plaine pannonienne. La même année, Arnulf remet à Braslav l'ancienne terre de Kocel pour la défendre contre les Magyars, mais cela n'a pas fonctionné. Au contraire, les Magyars ont pénétré dans la Pannonie même, puis dans la Croatie dalmate et même dans les régions du nord-est de l'Italie. Il semble que Braslav, en tant que dernier prince de la Pannonie, ait péri en 896 lors des combats contre les Magyars.

## Après l'époque de Braslav
La puissance de la Croatie dalmate s'intensifie au début du Xe siècle, notamment sous la direction du duc, puis roi Tomislav, qui a probablement annexé la Croatie pannonienne sous son autorité. Ainsi prend fin l'histoire autonome de ce duché. Pendant la période du début du Xe siècle jusqu'à la fin du XIe siècle, on sait très peu de choses sur cette région. On sait que sur le plan ecclésiastique, elle relevait de l'archidiocèse de Split et formellement du diocèse de Sisak, qui semblait exister seulement sur le papier, étant en réalité sous la juridiction de l'évêque de la cour croate. Les découvertes archéologiques de cette région à cette époque appartiennent à la culture pannonienne appelée culture de Bijelo Brdo, bien qu'il y ait aussi des découvertes datant probablement du XIe siècle.